# Movimiento Falangista de España

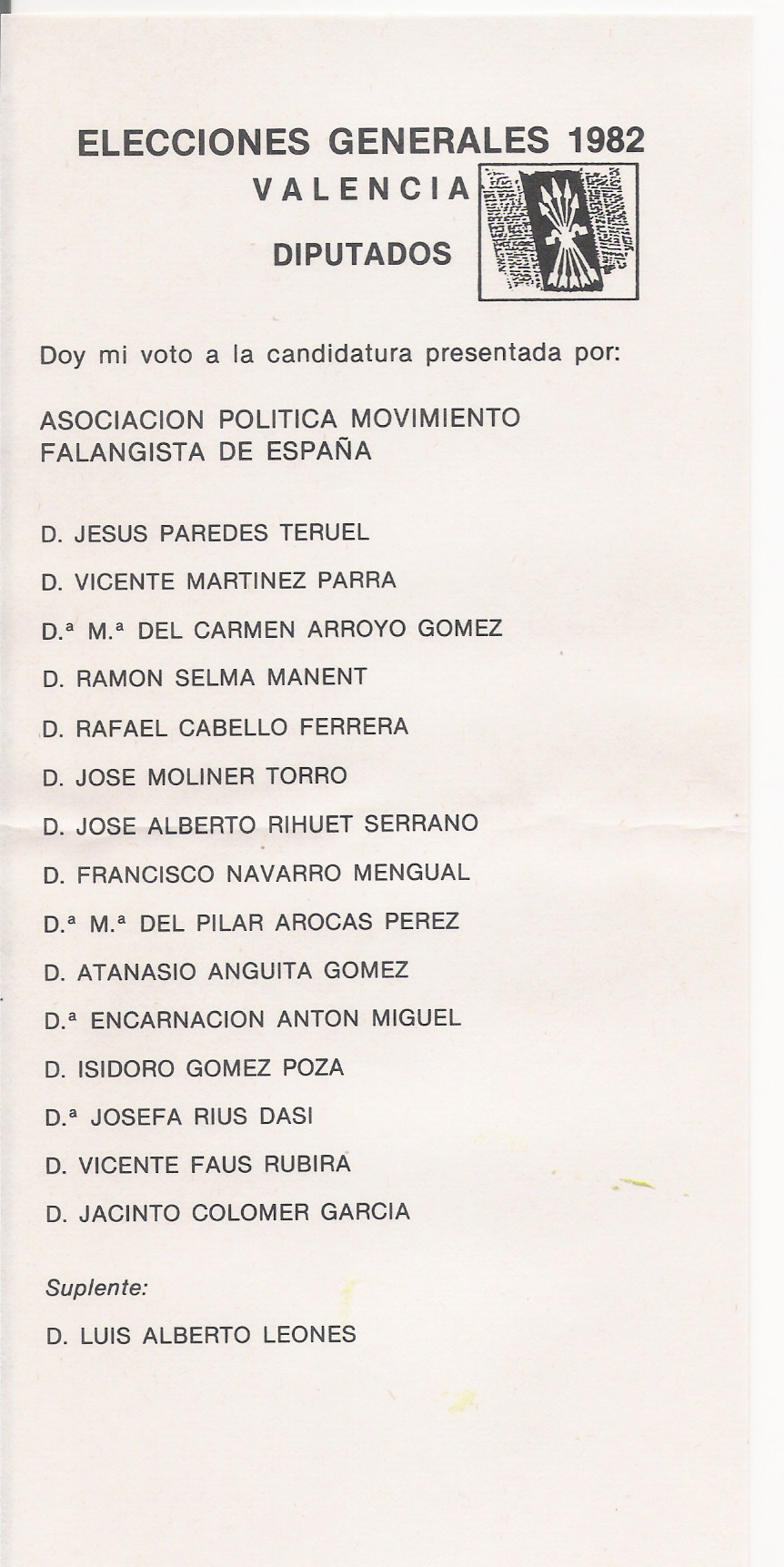
Lista del MFE al Congreso por Valencia en 1982.

El Movimiento Falangista de España (MFE) es un partido político español inscrito en el Registro del Ministerio del Interior el 1 de octubre de 1980.

## Historia
Partido falangista formado en 1979 por varias organizaciones disidentes falangistas, en especial antiguos miembros de los Círculos José Antonio y de algunos militantes de Falange Española Independiente. Se presentó a las elecciones generales de 1982, logrando unos resultados muy exiguos, que no llegaron a los 9000 votos. En 1983 reciben la incorporación de parte del Frente de la Juventud, que se disolvía tras la detención de su dirección. En 1986 forma parte de la Coalición de Unidad Nacional, con la que logra un resultado también testimonial. Desde entonces el partido ira cayendo en una progresiva decadencia hasta el punto de desaparecer virtualmente. 
Sin embargo, un nuevo MFE reaparece en las elecciones autonómicas de 1999 en Santoña (Cantabria), logrando dos concejales en este pueblo y prácticamente reduciendo su actividad a este ámbito. Entre 2003 y 2007 no tendrá representación, sufriendo además en 2006 un atentado de ETA en su sede. En 2007 vuelve a obtener un concejal, lo que le permite en 2008 poder formar listas al Senado por Asturias y Cantabria, por primera vez en veinte años. En 2011 revalida su concejal, que además entra en el gobierno de Santoña apoyando al PP. Posteriormente, el núcleo de Santoña abandonó el MFE, al imponerse en el partido una línea alejada del nacional sindicalismo tradicional.
Tras varios años bajo el mandato de Antonio Jareño, el Congreso Nacional de 21 de junio de 2015 eligió como Presidente del partido de Juan Luis Bagüés Barrás. La Junta Nacional de Bagüés postula una refundación del partido partiendo de las bases doctrinales que presidieron su fundación. Una remesa de nuevos militantes más jóvenes entran en el MFE y trabajan por este proyecto de refundación. La nueva Junta Nacional supone de hecho una ruptura con la línea del nacional sindicalismo tradicional que  había caracterizado al partido en los últimos años. Abandonan el partido los sectores más tradicionales del MFE (Santoña y Aragón), y se trabaja por una reorganización efectiva sobre pilares más modernos y prácticos. El partido marca una nueva línea, preconizando la República, la Autogestión, la Sindicalización de la economía y de la Banca Privada, la Democracia participativa y la recuperación de la Soberanía. Deciden que, la Tribuna "Narciso Perales" -de periodicidad mensual y dentro del sector del falangismo crítico- constituye el altavoz público del partido mediante la organización de debates y conferencias sobre el pasado, presente y futuro del nacionalsindicalismo. En octubre de 2016, en el Sexto Congreso Nacional del partido celebrado en la Sierra de Gredos, fue reelegido Juan Luis Bagüés Barrás como Presidente, continuando el MFE su proyecto de reorganización interna y de construcción pública de una alternativa falangista actualizada, independiente y revolucionaria. El carnet núm. 1 y Honorario del MFE ha sido entregado a Celia Domínguez, -hija del Caído Juan Domínguez- en homenaje simbólico a la memoria del falangismo crítico y disidente que constituye uno de los ejes de referencia del actual MFE. 
En julio de 2017, y tras oportuna asamblea general extraordinaria, alcanza la Presidencia del MFE Fernando Dacal Calle, que en los tiempo que lleva de mandato, ha continuado la labor de reorganización interna iniciada por la Junta Nacional anterior. En la actualidad, el partido se encuentra fuertemente enfrentado con el resto de las organizaciones falangistas, a las que considera usurpadores del mensaje original del nacionalsindicalismo. 